# Santa Maria della Salute
Santa Maria della Salute, obecně známý jako Salute, je kostel a bazilika římskokatolické církve a  nachází se v části Punta della Dogana ve čtvrti Dorsorudo v Benátkách v Itálii.
Nachází se v úzké části zvané Punta della Dogana, mezi Canálem Grande a Canálem Giudecca, diagonálně od náměstí Svatého Marka, přičemž je na tento kostel dobře vidět, když od náměstí dojdete k vodě. Kostel Salute je součástí farnosti Gesuati a je nejnovější z tzv. morových kostelů.
V roce 1630 zažily Benátky neobyčejně ničivou epidemii moru. Jako zaslíbení městu za vysvobození od moru, slíbila Benátská republika postavit a zasvětit kostel Matce, patronce Zdraví (nebo patronce Vysvobození, což je italsky: Salute). Kostel byl navržen v tehdy moderním barokním stylu architektem Baldassarem Longhenem, který studoval u architekta Vincenza Scamozziho. Stavba začala v roce 1631. Většina uměleckých objektů, které jsou umístěny v kostele, nesou odkazy na Černou Smrt.
Kopule kostela Salute byla důležitým doplňkem panoramy Benátek a brzy se stala symbolem města. Inspirovala umělce, jako jsou Canaletto, J. M. W. Turner, John Singer Sargent a Francesco Guardi.

## Historie
Začátkem léta roku 1630, postihla Benátky vlna moru a do roku 1631 zabila téměř třetinu obyvatel. Ve městě zemřelo 46 000 obyvatel a v lagunách byl počet ještě mnohem vyšší (okolo 94 000 obyvatel). Opakované zobrazení svátosti, jakožto i modlitby a průvody ke kostelům zasvěceným svatému Rochu a svatému Lorenzu Giustiniani, v zastavení epidemie moru nepomohly. Když byl architekt Palladio požádán, aby navrhl kostel Il Redentore, jakožto architektonickou odezvu na předchozí útok moru (v letech 1575–76), Benátský senát rozhodl dne 22. října 1630, že bude postaven nový kostel. Neměl být věnován jen "moru" nebo patronovi, ale Panně Marii, která byla pro mnoho důvodů považována za ochránce Republiky.

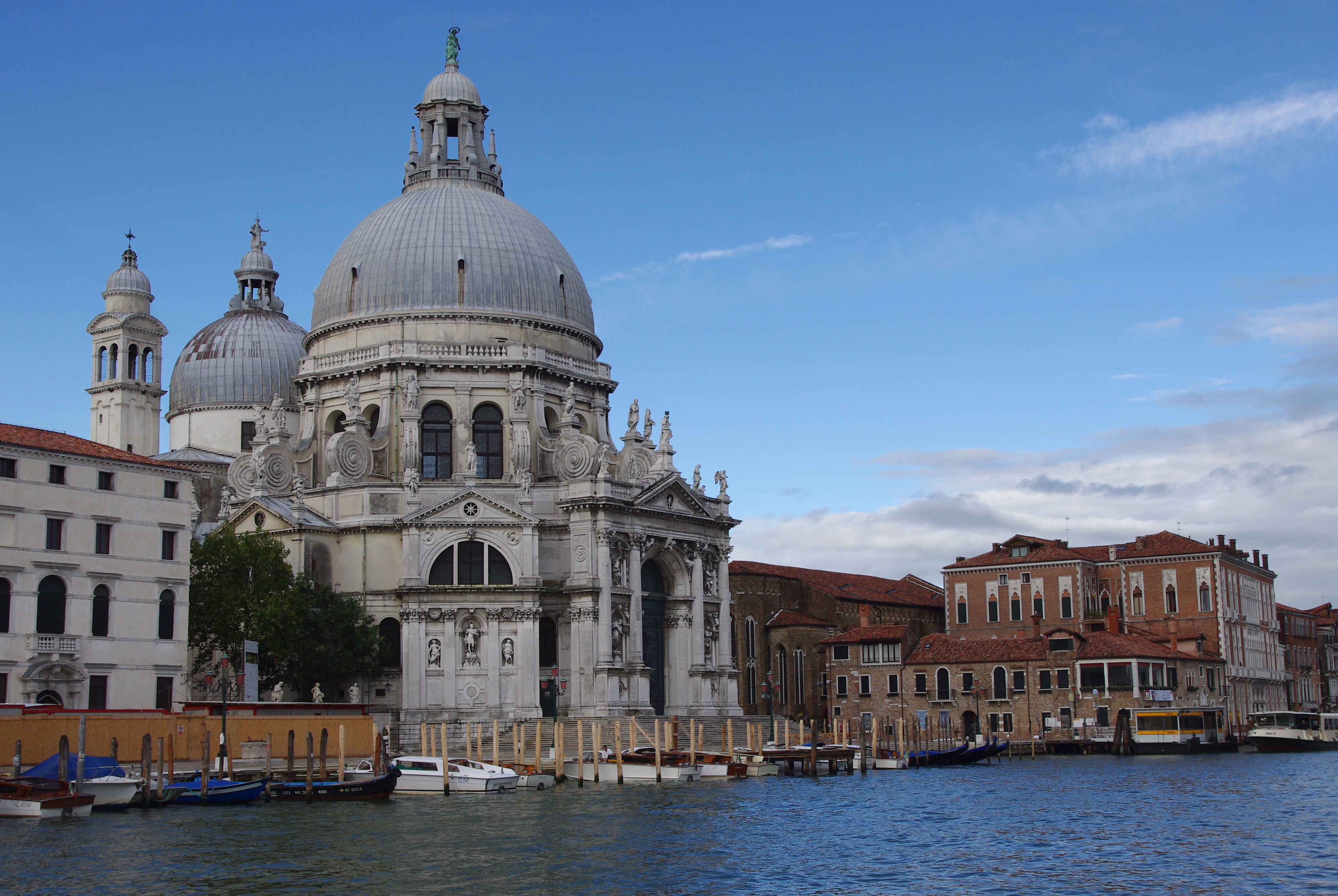
Santa Maria della Salute stojící na Canálu Grande

Bylo také rozhodnuto, že senát navštíví kostel každý rok. Dne 21. listopadu se každoročně slaví Svátek obětování Panny Marie, známý jako Festa della Madonna della Salute. Je to oficiální městský průvod, který vede od baziliky svatého Marka ke kostelu Salute a symbolizuje vyjádření díků za vysvobození města od moru. Průvod vedl Canálem Grande přes speciálně postavený pontonový most a dodnes je významnou událostí v Benátkách.
Touha vytvořit vhodný památník na místě, které je snadně přístupné od náměstí Svatého Marka, vedla senátory k výběru současného místa z osmi dalších možností. Umístění bylo částečně vybráno vzhledem k jeho poloze ke kostelu San Giorgio Maggiore, k bazilice svatého Marka a ke kostelu Il Redentore, se kterými tvoří oblouk. Kostel Salute, jenž je symbolem zbožnosti města, se nachází v těsné blízkosti celního domu (nebo taky jinak zvaně Dogana da Mar), jenž je symbolem námořního obchodu. Pravděpodobně to byli diplomat Paolo Sarpi a dóže Nicolo Contarini, kdo sdíleli záměr propojit kostel s řádem, který je méně úzce spojen s patriarchátem, a to s řádem Otcové Somascáni. Tento řád, který byl založen poblíž města Bergamo benátským šlechticem Jeronýmem Emilianim, byl později vyzván, aby spravoval kostel.

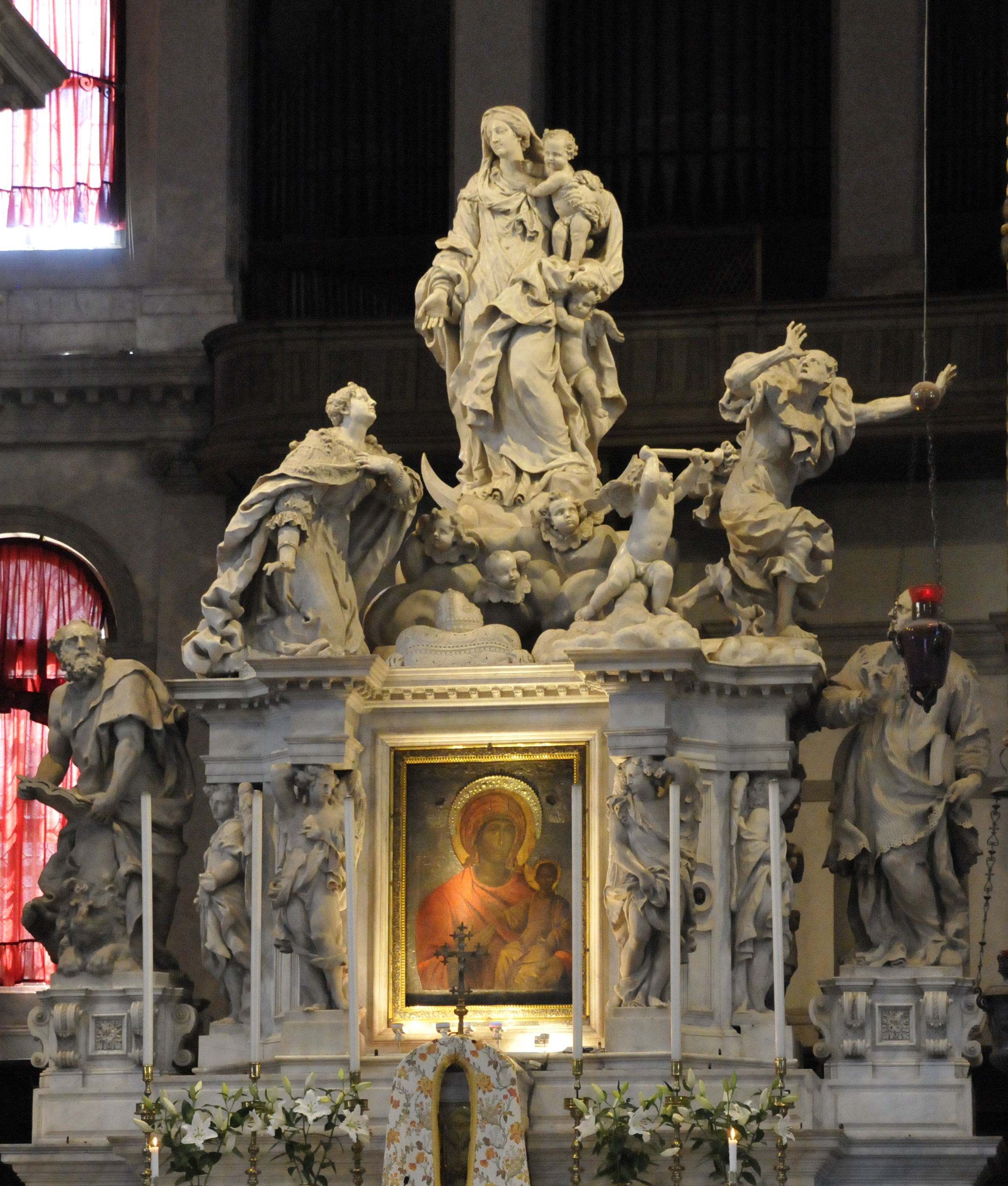
Hlavní oltář se svatou ikonou Panny Marie

O návrh budovy se konala soutěž. Z jedenácti přihlášených (včetně návrhů od Alessandra Varotariho, Mattea Ignoliho, a Bertea Belliho), byly do závěrečného kola vybrány pouze dva. Nakonec byl pro návrh nového kostela vybrán architekt Baldassare Longhena. Kostel byl dokončen roku 1681, rok před Longhenovou smrtí. Ostatní návrhy, které se dostaly do finále soutěže, byly od Antonia Smeraldiho a Zambattisty Rubertiniho. Původní návrhy Bertea Belliho a Smeraldiho byly konvenční protireformační lineární kostely, připomínající  kostely Il Redentore a San Giorgio Maggiore, zatímco návrh od Varotariho byla povrchní geometrická abstrakce. Longhenův návrh byl konkrétní architektonický plán, s podrobnými plány stavby a jejích nákladů.
Napsal k tomu:
"Vytvořil jsem kostel ve tvaru rotundy, nový vynález, jenž není původem z Benátek, hodnotné dílo, jenž je mnohými obdivováno. Tento kostel, majíce tajemství oddanosti,  jest zasvěcen blahoslavené Panně Marii. Přimělo mě to k zamyšlení, bůh mi propůjčil malý talent, abych vybudoval tento kostel... ve tvaru koruny."
 Později napsal v memorandu:
"V prvé řadě je to dílo Panny Marie, které nikdo dosud nespatřil, kuriózní, hodnotné a krásné, vyrobené do tvaru kulatého monumentu, který nikdy nikdo neviděl, ani nikdo předtím nevymyslel, a to ani mnoho hlav dohromady, natož jedna. V jiných kostelech v tomto nejklidnějším městě udělali architekti chybu, stejně jako můj konkurent Antonio Smeraldi, a to, že byli skoupí na novou myšlenku."
I přestože je v mnoha směrech Kostel Salute originální, stále ukazuje vliv Palladijského klasicismu a benátské kopule. Benátský senát hlasoval (66 hlasy pro, 29 proti a 2 hlasy se zdržely hlasování) ke schválení návrhu 26letého Longheny. Zatímco Baldassare Longhena viděl stavbu ve tvaru koruny, dekorativní kruhová stavba vypadá spíše jako relikviář, ciborium nebo vyšperkovaný  převrácený kalich, který chrání zbožnost města.

## Exteriér
Kostel Salute je obrovská, osmiboká stavba se dvěma kopulemi a dvěma malebným zvony, nacházejícími se v zadní části. Kostel je postavený na platformě vyrobené z 1,000,000 dřevěných kůlů. Je postaven z Istrijského kamene a z marmorina (cihla pokrytá mramorovým prachem). Na vrcholu štítu stojí socha Panny Marie, která vládne kostelu, a jejíž socha zde byla postavena na její poctu. Fasáda je zdobená postavami svatého Jiří,  svatého Theodora, evangelistů, proroků a Júdity s hlavou Holofernes.

### Fasáda
Hlavní fasáda je bohatě zdobená sochami čtyř evangelistů, jež jsou v poslední době přisuzovány sochaři Tommasovi Ruesi:

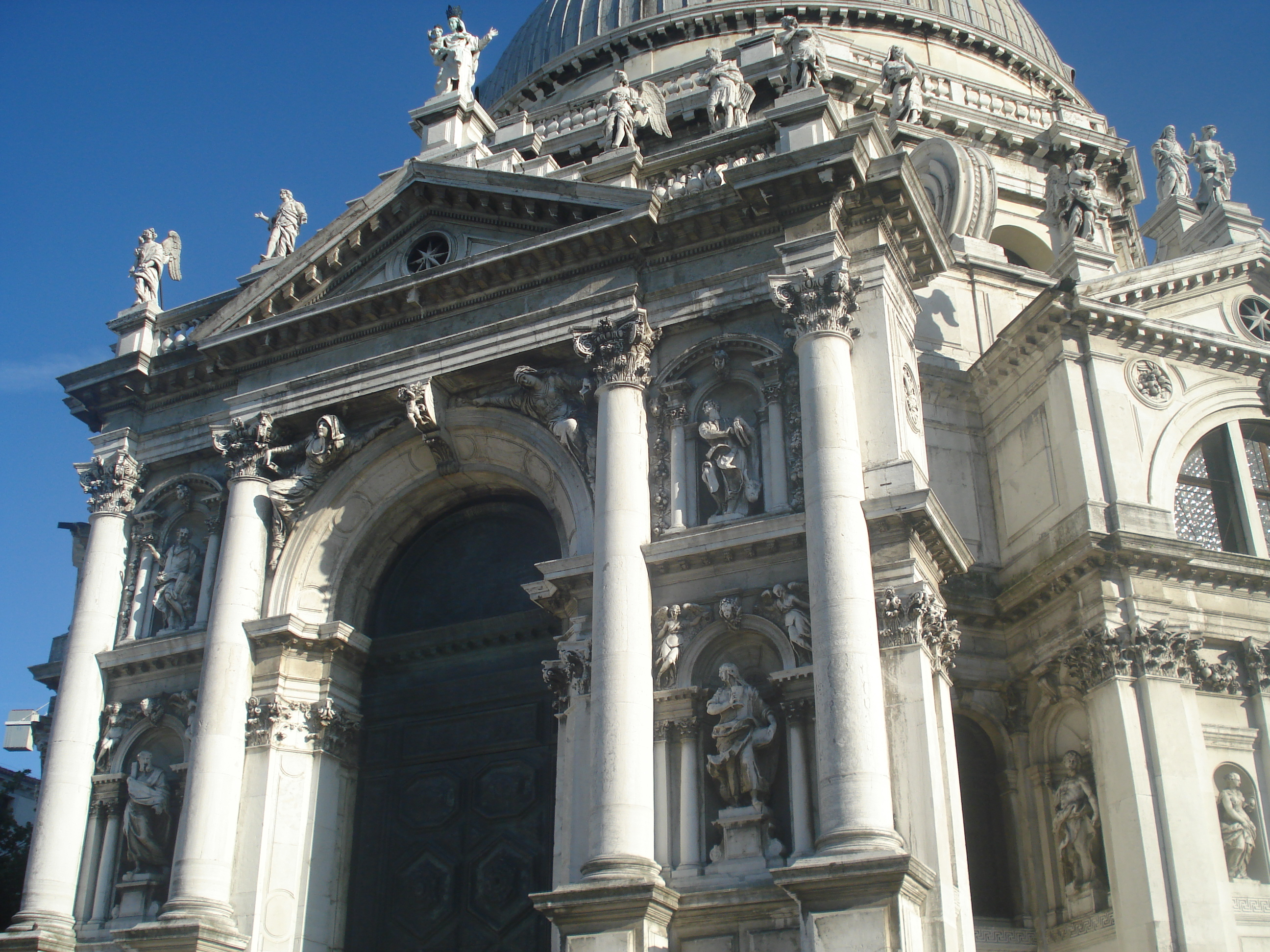
Hlavní vchod
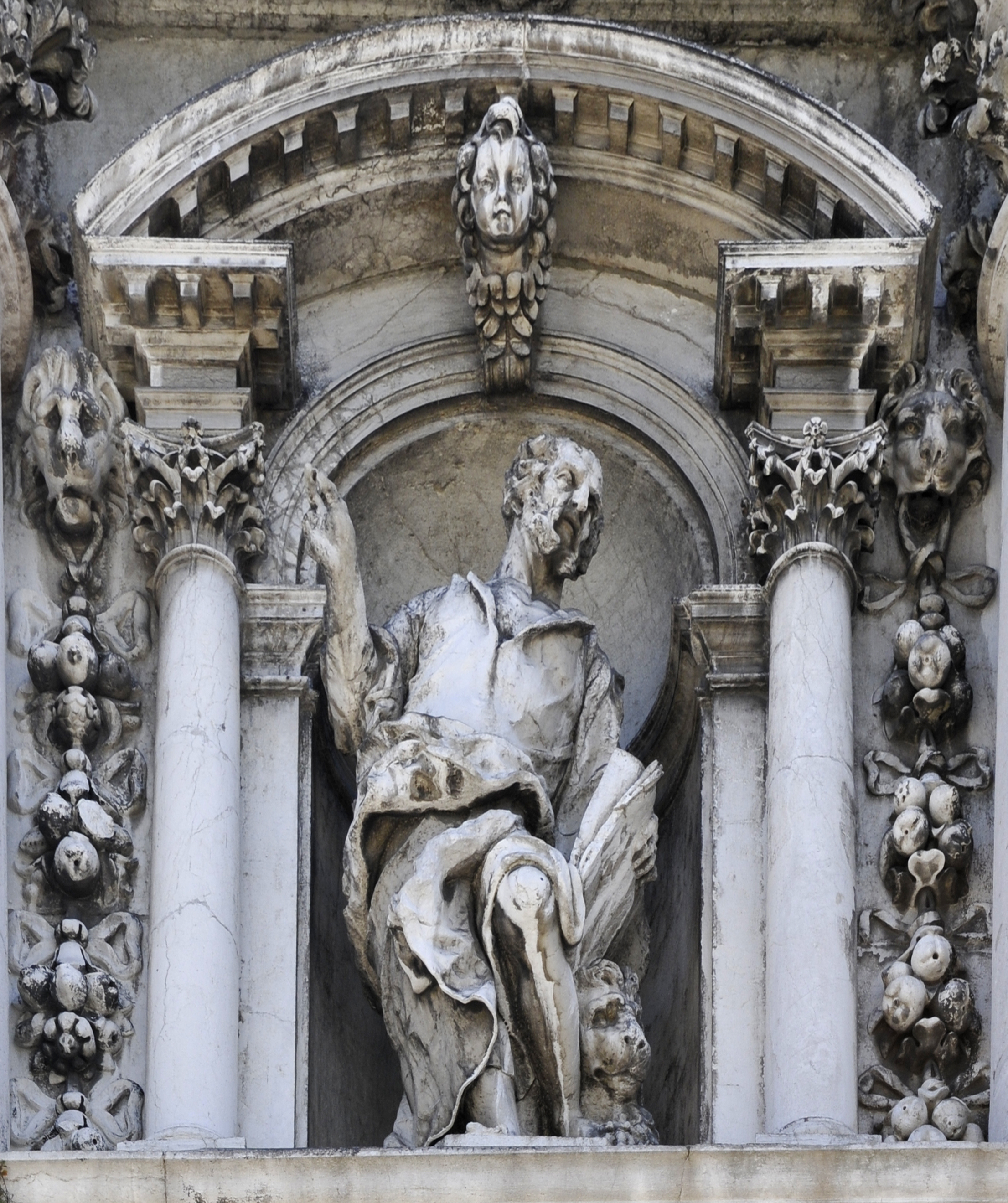
svatý Marek
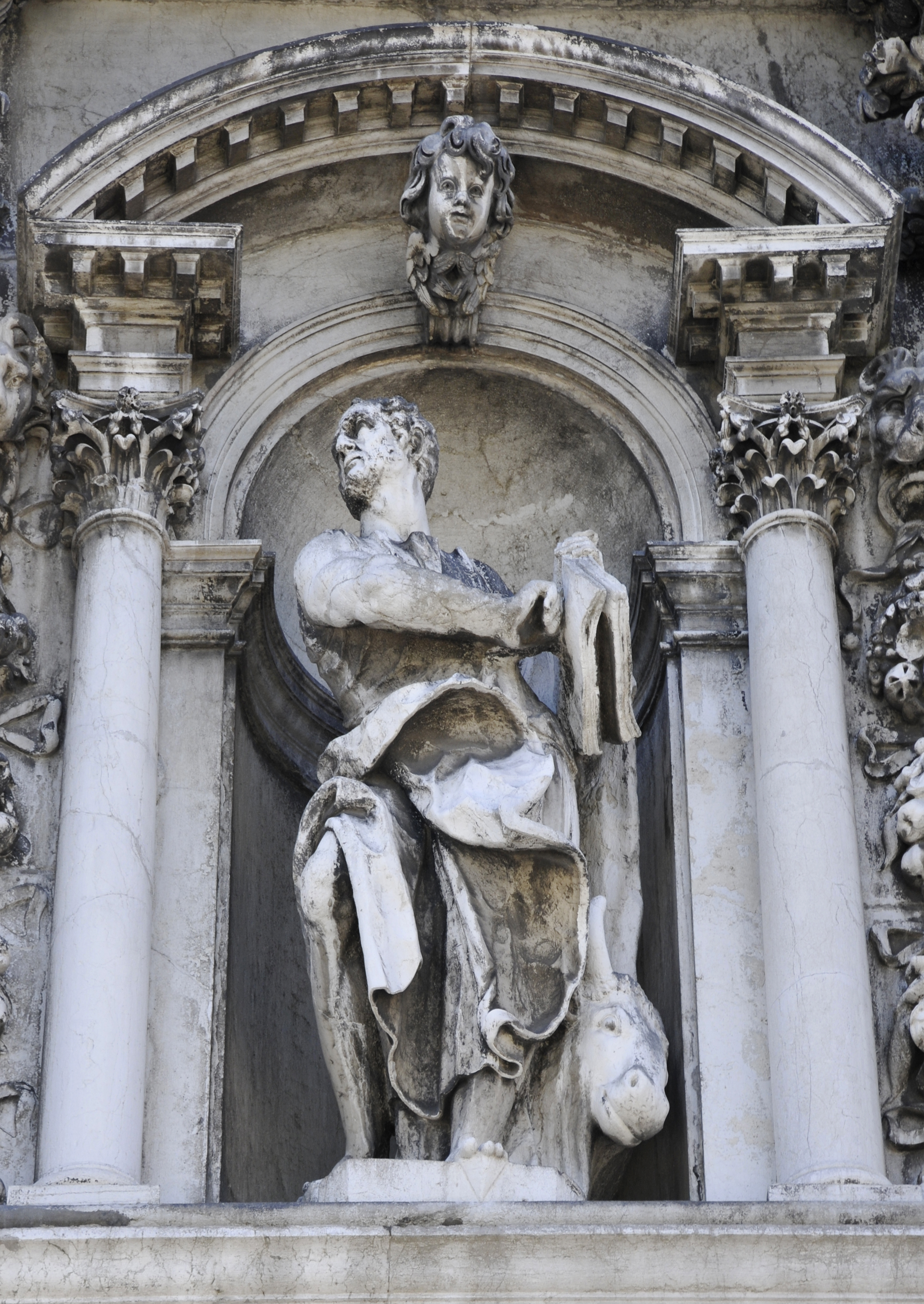
Svatý Lukáš
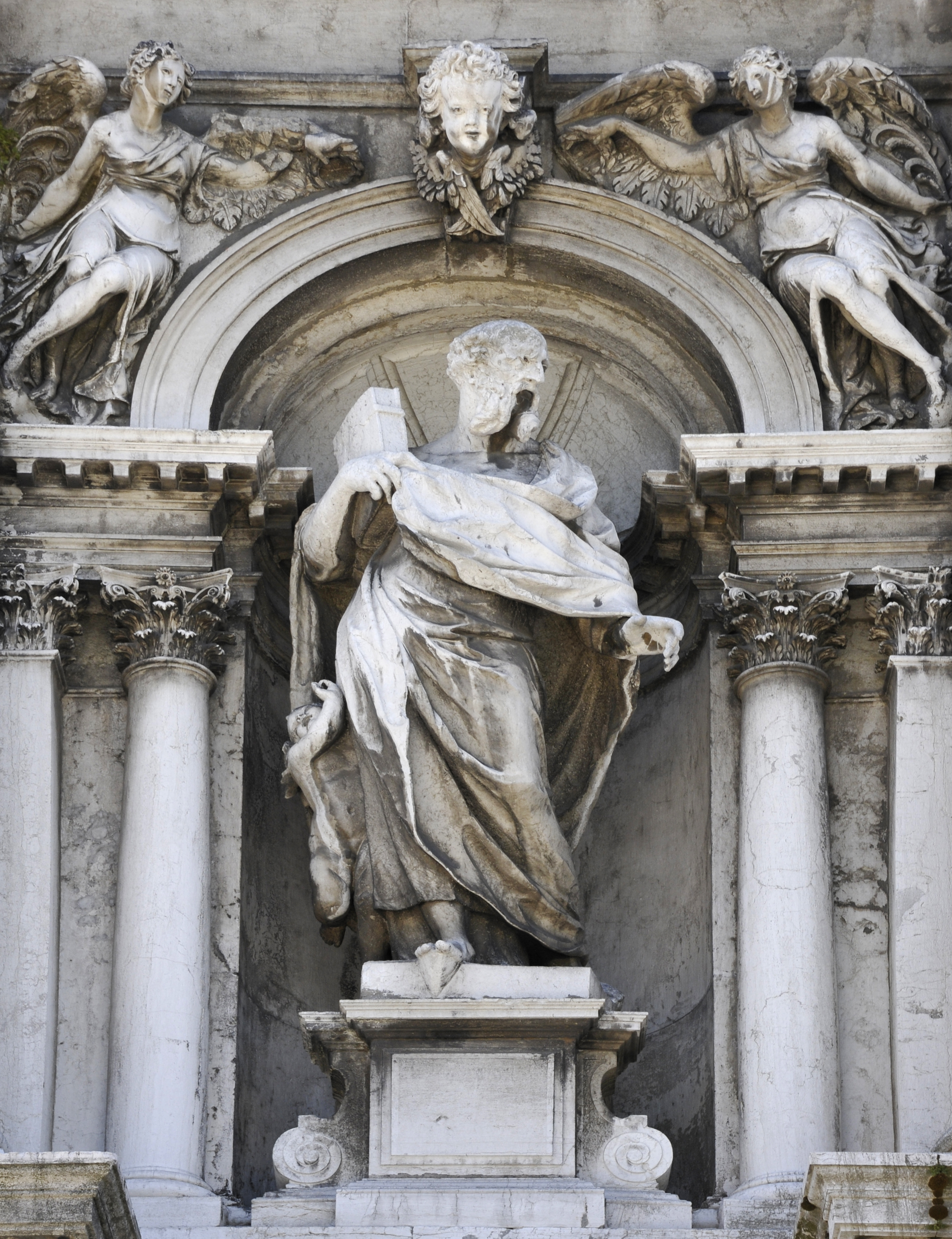
Svatý Matěj
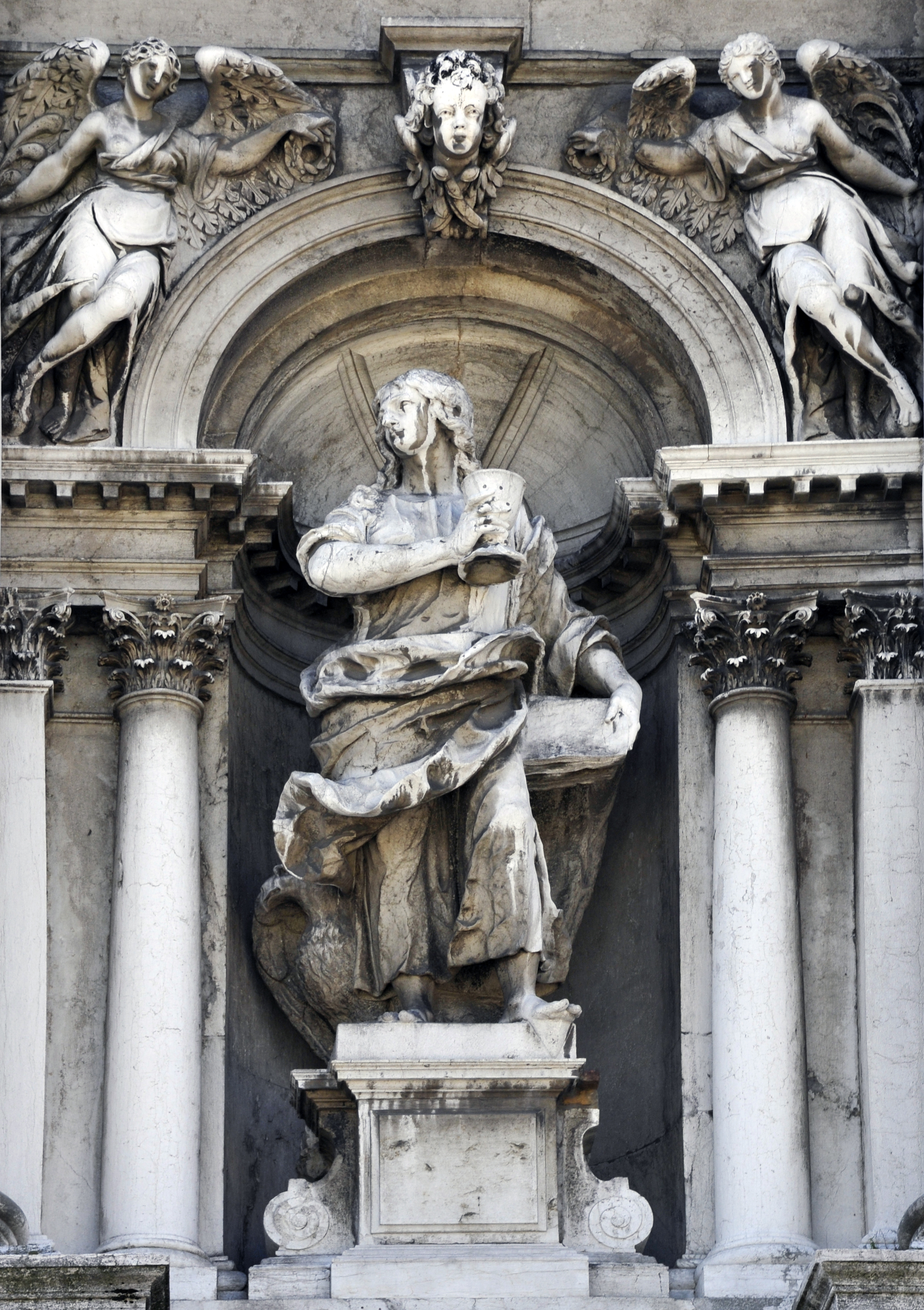
Svatý Jan

## Interiér

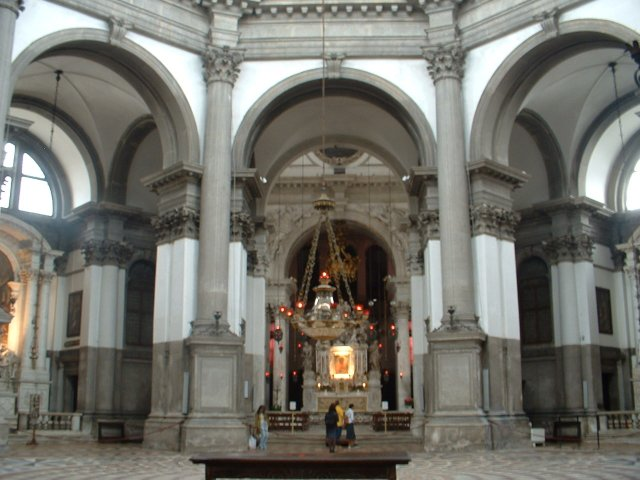
Interiér při pohledu k oltáři

Zatímco vnější výzdoba kostela a jeho umístění zaujmou oko pozorovatele, vnitřní konstrukce je sama o sobě pozoruhodná. Osmiboký kostel se podobá Byzantským vzorům, jako je Bazilika San Vitale. Interiér má své architektonické prvky vymezené zbarvením materiálu, a hlavní průčelím s jeho prstencem světců na zábradlí je originální design. Kostel je plný symboliky Panny Marie– velká kopule představuje její korunu, vpadlý interiér její lůno a osm boků kostela představuje osm bodů na její symbolické hvězdě.
Interiér je osmiboký s osmi zářícími kaplemi ve vnější řadě. Tři oltáře vpravo od hlavního vchodu jsou zdobeny výjevy ze života Panny Marie a jsou to díla Lucy Giordana: Uvedení Panny Marie do chrámu", Nanebevzetí Panny Marie a Narození Panny Marie. Třetí oltář zleva od vchodu hostí obraz od Tiziana s názvem Sestup Ducha Svatého.
Barokní uspořádání hlavního oltáře, jenž je navržený Longhenou, ukrývá kultovní byzantskou Madonu s Dítětem z 12. nebo 13. století, známou pod řeckým názvem jako Panagia Mesopantitissa (což v češtině znamená "Madonna prostředník" nebo "Madonna vyjednavač"). Tato socha pochází z Iraklia z roku 1669, kdy město podlehlo Osmanské říši. Skupina soch na hlavním oltáři, zobrazující královnu nebes vyhánějící mor (z roku 1670), bylo divadelní barokní mistrovské dílo vlámského sochaře Josse de Corte. Původně tam byl obraz od  Alessandra Varotariho a to obraz Panny Marie držící kostel, který malíř navrhl spolu s jeho architektonickým návrhem.
Tintoretto přispěl do velké sakristie obrazem Manželství v Caně, který zahrnuje jeho autoportrét. Nejvíce zastoupeným umělcem, jenž přispěl svými díly kostelu, je Tizian, který namaloval oltářní obraz ze sakristie s názvem Korunovace svatého Marka se svatým Kosmou, Damiánem, Šebestiánem a Rochem, Namaloval také stropní malby David a Goliáš, Abraham a Isaac a Kain a Ábel, a osm tond církevních otců a evangelistů. Vše se nachází ve velké sakristii, a  obraz Letnice se nachází v průčelí kostela.

## Vliv

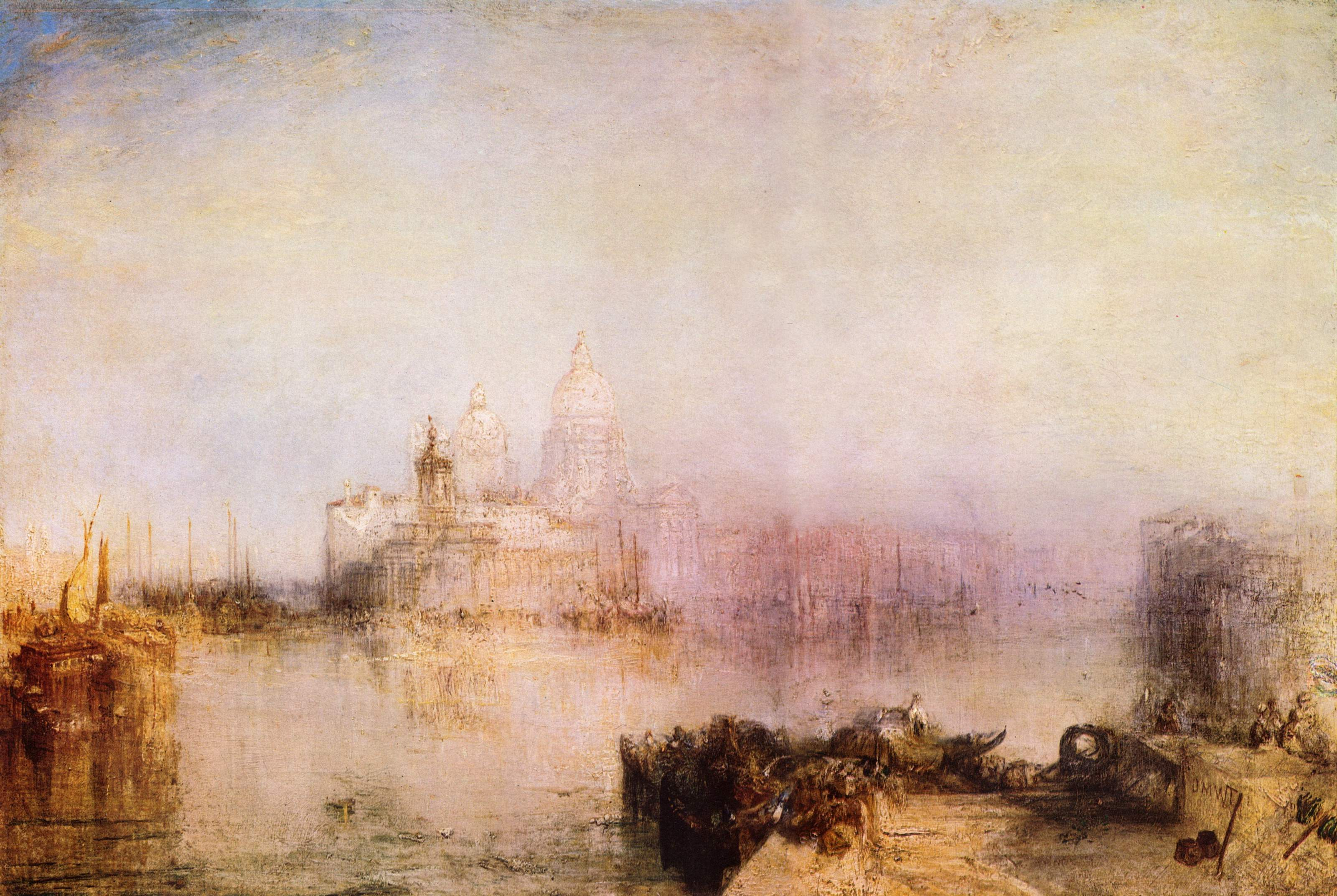
Dogana da Mar a Santa Maria della Salute od J. M. W. Turnera (z roku 1843)

Kostel měl velký vliv na soudobé architekty bezprostředně po jeho dokončení. Mezi stavby vybudované podle vzoru kostela Salute patří svatyně v Gostyni, postavená Jerzym Catenazzim, Janem Catenazzim, a Pompeem Ferrarim mezi léty 1675-1728.
V roce 1959 byl kostel předmětem návrhu architekta Johna Pipera, jenž později upravil jako textilní design firmy Arthur Sanderson & Sons. 
Plány Rotundy Xewkija byly taktéž inspirovány kostelem Santa Maria della Salute, ale ve větším měřítku.